# Аюлы
Аюлы́ (каз. Аюлы) — село в Бухар-Жырауском районе Карагандинской области Казахстана, входит в состав Белагашского сельского округа. Код КАТО — 354089200. 

## География
Населённый пункт расположен на востоке района, на берегу реки Карасу, в 13 километрах (по автодороге) к югу от административного центра сельского округа села Белагаш, в 49 километрах к востоку от районного центра посёлка Ботакара и в 111 километрах к востоку от областного центра города Караганда. Соседние населённые пункты: Белагаш в 9 километрах к северу, Шешенкара в 17,8 километрах к юго-западу. Транспортное сообщение осуществляется автомобильной дорогой областного значения КМ-22 «Караганда—Аягуз—Аюлы—Белагаш км 0-18» до автодороги республиканского значения А-20 «Караганда—Аягоз—Тарбагатай—Бугаз». Абсолютная высота центра населённого пункта — 576 метров над уровнем моря.

## Население
| Численность населения | Численность населения | Численность населения | Численность населения |
| 1989                  | 1999                  | 2009                  | 2021                  |
| --------------------- | --------------------- | --------------------- | --------------------- |
| 219                   | ↘135                  | ↘72                   | ↘58                   |